# 고이 전투
고이 전투(일본어: 五井戦争)은 1868년(게이오 4년) 음력 4월 6일 ~ 7일에 이치카와·후나바시 전쟁에서 패주한 막부군의 부대와 신정부군이 싸운 보소 최후의 전투이다.

## 전투의 경과
1868년(게이오 4년)음력 4월 3일의 이치카와·후나바시 전쟁에 패한 막부군의 부대는 가즈사쪽으로 남하, 이것을 쫓아 관군도 4일 게미 강, 6일 지바(소가)를 거쳐 추격해왔다.
같은날 밤 가즈사국 야와타(이치하라시)근처에서 사쓰마번병사 두사람이 막부군에 의해 살해되었다. 이것을 계기로 다음날 7일, 막부군과 신정부군은 요로 강에서 대치 고이 전쟁이 발발하였다.
낮, 관군은 요로 강을 도하하여 아네가사키로 진출, 여기에는 삿페이대 대장 후지타 하치로우에몬이 거느린 제 3대대가 포진해 있었지만 관군의 맹공에 철퇴되었다.
이 고이 주변의 전투에서 막부군도 잘 감투(敢闘)하였지만 병사 60명이 전사하여 패해, 이 이후 보소반도에서의 조직적 저항을 할 수 없게 되었다.